# Anarquismo en Cuba
El anarquismo como movimiento social mantuvo una gran influencia entre la clase trabajadora de Cuba durante el siglo XIX y principios del siglo XX. El movimiento cobró fuerza especialmente tras la abolición de la esclavitud en 1886, hasta que fue reprimido primero en 1925 por el presidente Gerardo Machado y finalmente por el gobierno marxista de Fidel Castro tras la revolución cubana a finales de los años 50. El anarquismo cubano se inclinó principalmente hacia el anarcocolectivismo de Mijaíl Bakunin, y posteriormente, hacia el anarcosindicalismo. El movimiento obrero en América Latina, y por extensión también en Cuba, estuvo en sus comienzos más influenciado por el anarquismo que por el marxismo.

## Historia

### Época colonial
A mediados del siglo XIX, la sociedad cubana estaba altamente estratificada, consistiendo en una clase dirigente de criollos españoles propietarios de plantaciones de tabaco, azúcar y café, una clase media de trabajadores de las plantaciones negros y españoles, y una clase baja de esclavos negros. Los escalones más altos de la sociedad estaban también profundamente divididos entre los criollos y los españoles peninsulares, con los españoles altamente beneficiados por el régimen colonial. Cuba era una colonia española, aunque había movimientos por la independencia, por la integración en los Estados Unidos, y por la integración con España. Las raíces del anarquismo se vieron por primera vez en 1857, cuando se fundó una sociedad mutualista proudhoniana. Tras ser introducido a las ideas de Pierre-Joseph Proudhon por José de Jesús Márquez, Saturnino Martínez (un asturiano emigrado a Cuba) fundó el periódico La Aurora en 1865. Dirigido a los trabajadores tabacaleros, incluía las primeras advocaciones de sociedades cooperativas en Cuba. Durante la Guerra de los Diez Años, entre los insurgentes contra España se incluían expatriados procedentes de la Comuna de París, y otros influenciados por Proudhon, incluyendo a Salvador Cisneros Betancourt y a Vicente García González.

#### Desarrollo inicial del movimiento
Para la década de 1880 se manifiesta la primera influencia explícitamente anarquista, cuando José C. Campos establece enlaces entre Cuba y anarquistas españoles que operaban en Barcelona, importando panfletos y periódicos anarquistas. Al mismo tiempo, muchos anarquistas españoles emigraron a Cuba, y se convirtió en algo muy común entre los trabajadores el leer literatura anarquista en voz alta en las factorías tabacaleras, de ese modo ayudando ampliamente a la diseminación de las ideas anarquistas entre los trabajadores. Durante la década de 1880 y hasta comienzos de la década de 1890, los anarquistas cubanos apoyaron un método anarcocolectivista de organización y acción similar al de la Federación de Trabajadores de la Región Española, siguiendo una línea de "a cada cual según su contribución", en oposición al "a cada uno según su necesidad" de los anarcocomunistas.

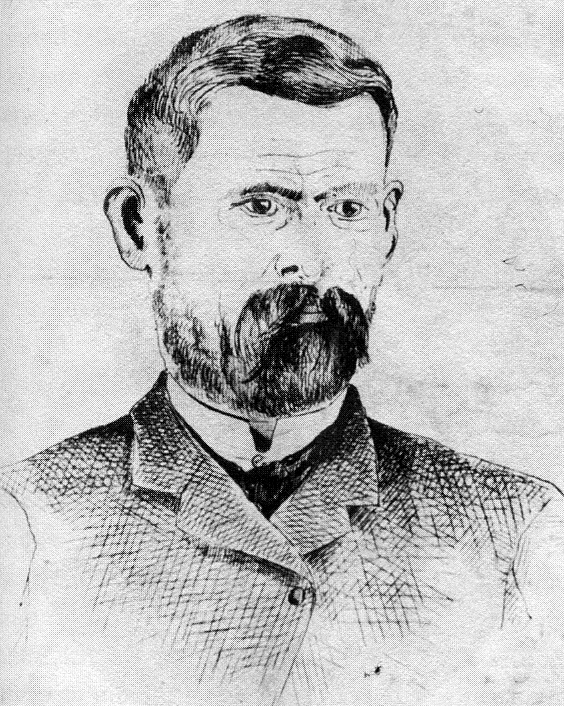
Enrique Roig San Martín.

Enrique Roig San Martín fundó el Centro de Instrucción y Recreo de Santiago de las Vegas en 1882, para defender la organización del trabajo y distribuir literatura de anarcocolectivistas de España. El centro tenía una política estricta, aceptando a todos los cubanos, sin tener en cuenta su posición social, tendencia política, o diferencias de color. El mismo año, la Junta Central de Artesanos se fundó siguiendo la declaración de Roig San Martín de que "ningún gremio ni organización de la clase trabajadora debería estar atada a los pies del capital". Roig San Martín escribió para El Boletín del Gremio de Obreros, y para el primer periódico explícitamente anarquista en Cuba, El Obrero, que fue fundado en 1883 por demócratas republicanos pero que rápidamente se convirtió en portavoz de los anarquistas cuando Roig San Martín tomó el puesto de editor. Fundó entonces El Productor en 1887. Además de San Martín, El Productor tenía escritores en las ciudades cubanas de Santiago de las Vegas y Guanabacoa, y en las ciudades de Tampa y Cayo Hueso en Florida, y publicó artículos reimpresos del periódico en lengua francesa Le Revolté y en La Acracia de Barcelona.
Fundada en 1885, la organización Círculo de Trabajadores se concentró en actividades educacionales y culturales, hospedando una escuela laica para 500 estudiantes pobres y mítines para grupos de trabajadores. Al año siguiente, líderes del Círculo (con Enrique Creci a la cabeza) formaron un comité de ayuda para obtener fondos para los problemas legales de ocho anarquistas de Chicago que habían sido culpados de asesinato en relación con la revuelta de Haymarket. En mes y medio, el comité había conseguido aproximadamente 1.500 dólares estadounidenses para la causa. Además, unos días antes de las ejecuciones de los anarquistas, el Círculo organizó una demostración de 2.000 personas en La Habana para protestar contra la decisión del estado de llevar a cabo las ejecuciones. El Círculo y El Productor fueron ambos multados, el periódico por una editorial escrita por Roig San Martín sobre las ejecuciones, y el Círculo por mostrar una pintura que conmemoraba la ejecución. El gobierno colonial también prohibió las demostraciones que deberían mantenerse cada año en aniversario de la ejecución.

#### Fortalecimiento de la organización y la acción
La primera organización explícitamente anarquista, la Alianza Obrera, fue fundada en 1887. Esta organización participó junto con la Federación de Trabajadores de la Habana y El Productor en el primer Congreso Obrero de Cuba, que tuvo lugar el 1 de octubre de 1887. Al congreso atendieron principalmente trabajadores tabacaleros, aunque no exclusivamente. Fue emitido un "dictum" marcando seis puntos:
- Oposición a todos los vestigios de autoridad.
- Unidad entre las organizaciones de trabajadores a través de un pacto federativo.
- Completa libertad de acción entre todos los grupos.
- Cooperación mutua.
- Solidaridad entre todos los grupos.
- Prohibición dentro de la federación de todas las doctrinas políticas o religiosas.

Saturnino Martínez desaprobó el resultado del congreso, favoreciendo ideas de organización más reformistas. Esto condujo a una rivalidad entre él y Roig San Martín y la división de los sindicatos en dos bandos.
Pronto tras el congreso, los trabajadores tabacaleros inician una serie de huelgas en tres factorías, una de las cuales duró hasta el final de noviembre. Más tarde, en el verano de 1888, las huelgas de los trabajadores tabacaleros llevan a un paro patronal de los propietarios en más de 100 factorías. El Círculo de Trabajadores organiza una colecta para apoyar a los trabajadores en paro forzoso, yendo tan lejos como para enviar representantes a Cayo Hueso, en Florida, para solicitar donaciones de trabajadores tabacaleros estadounidenses. En octubre fue finalizado el paro patronal con los propietarios de las factorías acordando reunirse con los trabajadores para llevar a cabo negociaciones. El resultado de esta situación fue tan favorable para la Alianza Obrera que el sindicato vio aumentar su número de miembros desde los 3.000 hasta los 5.000 en los siguientes seis meses, convirtiéndose así en el sindicato más fuerte de Cuba. Al año siguiente, Roig San Martín muere a los 46 años de edad, unos días después de ser liberado de prisión por el gobierno colonial español; a su funeral asisten supuestamente unas 10 000 personas afligidas. Solo unos meses después, en respuesta a un paro patronal/huelga en la industria tabacalera, el jefe colonial Manuel Salamanca y Negrete cerró el sindicato de fabricantes, la Alianza Obrera y el Círculo de Trabajadores, aunque se permitió a las cuatro escuelas mantenidas por el Círculo mantenerse abiertas, y el Círculo en su totalidad obtuvo permiso de la nueva administración para reabrir al año siguiente.

#### La respuesta del gobierno y la Guerra de la Independencia

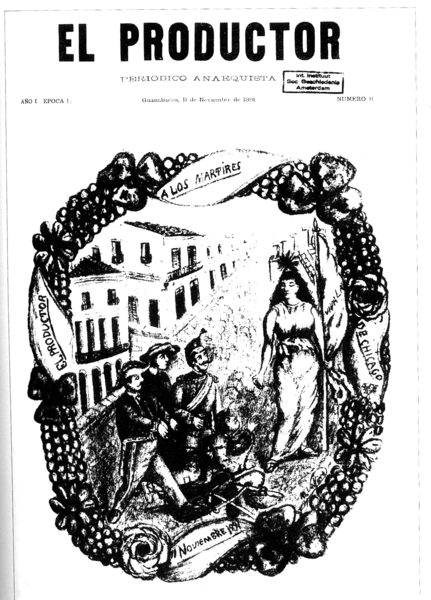
Portada de El Productor conmemorando los incidentes de Haymarket

La primera celebración del 1 de mayo en Cuba se llevó a cabo en 1890, y consistió en una marcha seguida de un mitin en el que hablaron 18 anarquistas. En los días siguientes, las huelgas de trabajadores en muchas industrias llevaron al gobierno colonial a cerrar de nuevo el Círculo de Trabajadores, anulando la decisión al enfrentarse con un manifiesto de protesta firmado por 2300 trabajadores. Más tarde ese mismo año, once anarquistas fueron juzgados por el asesinato de Menéndez Areces, director de la moderada Unión Obrera. Aunque los once fueron considerados inocentes, el capitán general Camilo García Polavieja usó la situación como pretexto para clausurar El Productor, y para la represión de los anarquistas en general. En 1892, fue celebrado otro congreso de trabajadores en el que se reconfirmaron sus principios anarcosindicalistas y se expresó solidaridad con las mujeres de la clase trabajadora (una idea nueva dentro de una clase trabajadora formada fundamentalmente por hombres, que sentían que debían competir con las mujeres por el puesto de trabajo), declarando: "Es una necesidad urgente no olvidarse de las mujeres, que comienzan a llenar los talleres de muchas industrias. Son empujadas por la necesidad y por la codicia burguesa a competir con nosotros. No podemos oponernos; ayudémoslas." Sin embargo, el resultado de esto fue la supresión por parte del gobierno del movimiento mediante la deportación, el encarcelamiento, la suspensión del derecho de libre asociación, y el cierre de las oficinas centrales de las organizaciones para sofocar los esfuerzos organizativos.
Durante la Guerra de Independencia cubana, los anarquistas se unieron a otros miembros del movimiento sindical para distribuir propaganda a los soldados españoles, instándolos a no oponerse a los separatistas, y a unirse a la causa anarquista. Algunos años antes, los anarquistas habían adoptado las ideas propugnadas por los anarquistas españoles de organización no solo en sindicatos, sino también formando grupos anarquistas para educar a la gente y cometer violentos actos contra el estado conocidos como "propaganda por el hecho", que conllevaron a la Guerra de Independencia. Los anarquistas colocaron bombas que destruyeron puentes y tuberías de gas, y contribuyeron al fallido intento separatista de asesinar al capitán general Valeriano Weyler en 1896. Esto condujo a una mayor represión del gobierno contra los anarquistas, cerrando la Sociedad General de Trabajadores (que creció fuera del Círculo), realizando deportaciones masivas de activistas, e incluso prohibiendo la lectura en los puestos de trabajo.

### Comienzos delsigloXX

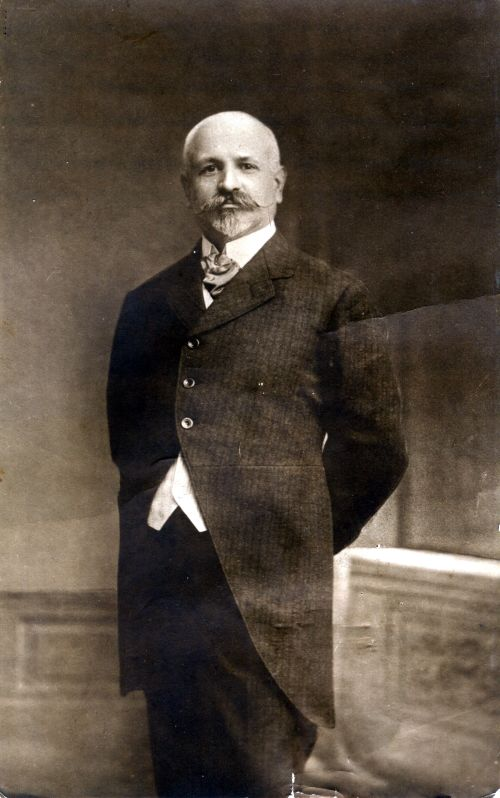
Francisco Ferrer Guardia, anarquista catalán cuya teoría educacional inspiró el establecimiento de escuelas por parte de los anarquistas cubanos.

Tras la Guerra Hispano-Estadounidense, que otorgó a Cuba su independencia de España, muchos anarquistas estaban insatisfechos con las condiciones que persistían. Citaban condiciones que eran perpetuadas por el nuevo gobierno, como la supresión de los movimientos sindicales, las ocupaciones estadounidenses, y la insatisfacción con el sistema escolar. Para 1899, los trabajadores anarquistas se habían reorganizado, bajo la Alianza de Trabajadores. Para septiembre de este año, cinco de los grupos organizadores habían sido arrestados, tras una huelga de albañiles que se extendió a todos los oficios de la construcción. Durante este tiempo, el organizador anarquista Errico Malatesta visitó Cuba, dando discursos, y entrevistas a varios periódicos, pero los compromisos de sus siguientes conferencias fueron pronto obstaculizados por el gobernador civil Emilio Nuñez. En torno a 1902-03, los anarquistas y otros organizadores sindicales comenzaron intentos para organizar la industria del azúcar, entonces la mayor industria de Cuba. Pero los propietarios respondieron rápidamente, y dos trabajadores fueron asesinados, con los crímenes nunca resueltos.
Los activistas anarquistas también centraron mucha de su energía hacia la preparación de la sociedad para la revolución social a través de la educación. Los anarquistas dirigieron escuelas infantiles para contrarrestar a las escuelas católicas y a las escuelas públicas, creyendo que las escuelas religiosas eran el anatema de sus ideas de libertad, y que las escuelas públicas eran demasiado a menudo usadas para inculcar ideas de "nacionalismo patriótico" y desanimar el pensamiento libre en los niños. En números de ¡Tierra!, un periódico anarquista semanal (publicado desde 1899 hasta 1915, sacando más de 600 números), los escritores denunciaron el requerimiento de la escuela pública de presentar lealtad a la bandera cubana, y animaban a enseñar a los niños que la bandera era un símbolo de "inclinaciones cerradas y divisivas". Los anarquistas alegaban que los estudiantes matriculados en dicha educación se convertirían en "carne de cañón" en un conflicto entre los líderes de los partidos liberal y conservador en 1906, que provocó la intervención y ocupación de Cuba por los Estados Unidos hasta 1909. Aunque los anarquistas habían dirigido escuelas desde aquellas del Círculo de Trabajadores, no fue hasta 1906 cuando las escuelas empezaron a tomar un rumbo menos tradicional. En 1908, los anarquistas incluyeron un menifiesto en números de ¡Tierra! y La Voz del Dependiente, llamando al establecimiento de escuelas modeladas de forma similar a la Escuela Moderna de Francisco Ferrer Guardia.

#### Represión y actividad sindical
En 1911, tras una huelga sin éxito de los trabajadores tabacaleros, panaderos y carreteros, todos apoyados por ¡Tierra!, el nuevo secretario gubernamental, Gerardo Machado, deportó a muchos anarquistas españoles y encerró a muchos anarquistas cubanos. La política represiva instituida en este periodo continuaría durante 20 años. Después de que Mario García Menocal se hiciera con el control del gobierno cubano en 1917, varias huelgas generales fueron recibidas con violencia por parte del estado. Varios organizadores anarquistas fueron asesinados por el estado, incluyendo a Robustiano Fernández y a Luis Díaz Blanco. Sin embargo, los anarquistas respondieron con la misma moneda con sus propios actos violentos. A tiempo, un grupo de 77 personas que el gobierno había denominado como "mafia anarcosindicalista" fueron deportados a España. Del mismo modo, las publicaciones anarquistas fueron prohibidas (habiendo sido ¡Tierra! cerrada en 1915), y el Centro Obrero anarquista fue obligado a cerrar. Tras el Congreso anarquista de 1920 en la Habana, tuvieron lugar varios bombardeos, incluyendo uno en el Teatro Nacional cuando se encontraba actuando Enrico Caruso, que ganaba entre 15 y 20 veces el salario anual de un trabajador medio cubano con cada actuación individual. Al año siguiente, Menocal perdió el control del gobierno, que pasó a Alfredo Zayas y Alfonso, conduciendo a una proliferación de la actividad anarquista. El grupo de ¡Tierra! comenzó a publicar libros y panfletos, y al menos se publicaban otros seis periódicos anarquistas regulares.
En este tiempo, los anarcosindicalistas estaban todavía a la cabeza del movimiento obrero en Cuba. Sin embargo, aunque las industrias marítima, ferroviaria, de restauración y tabacalera eran controladas por anarquistas organizados, no fue hasta 1925 cuando una gran federación anarquista fue organizada con éxito por los trabajadores. Similar a la Confederación Nacional del Trabajo de España, los miembros no anarquistas de la Confederación Nacional Obrera Cubana eventualmente formaron el Partido Socialista Popular en agosto de 1925. Para este tiempo, muchos anarquistas (incluyendo a Alfredo López y a Carlos Baliño) habían sido barridos por la excitación sobre la Revolución rusa, y se habían convertido en partidarios de formas más autoritarias de organización. Muchas huelgas tuvieron lugar durante el otoño de 1925, y el gobierno, de nuevo bajo el liderazgo de Machado, fue rápido en la supresión del movimiento laboral. Varios líderes sindicales fueron fusilados, y varios cientos de anarquistas españoles fueron deportados en un mes. Machado afirmó: "Tenéis razón; yo no se lo que es el anarquismo, lo que es el socialismo, lo que es el comunismo. Para mi todos son lo mismo. Todos son malos patriotas". Alfredo López, entonces secretario general de la CNOC, fue arrestado primero en octubre de 1925, y animado a unirse al gobierno, seguido de un segundo arresto en julio de 1926. Estaba "desaparecido" en este momento, apareciendo su cuerpo en 1933, tras la caída del gobierno de Machado.

#### Reorganización tras la partida de López y los españoles

Bandera del Movimiento 26 de Julio de Fidel Castro, una organización contraria a Fulgencio Batista que reclutó a muchos anarquistas cubanos en los años 50.

Con la falta de López, el control sobre el CNOC estaba en pugna entre los anarquistas y los comunistas. Para 1930-31, el CNOC había sido tomado por los comunistas, con los anarquistas siendo enviados a la policía, todavía bajo el control de Machado. Muchos de los anarquistas españoles implicados decidieron volverse a España. Siguiendo la aprobación por el nuevo gobierno de una ley por la cual al menos la mitad de los empleados de un patrón debían haber nacido en Cuba, un gran número de anarquistas de Cuba nacidos en España fueron forzados por la necesidad económica a regresar a España, lo que menguó ampliamente la influencia del movimiento anarquista en Cuba. Sin embargo, pronto fue fundada la Juventud Libertaria por una generación más joven de anarquistas, y para 1936, tras el comienzo de la guerra civil española, los anarquistas cubanos habían fundado la Solidaridad Internacional Antifascista (SIA), para ayudar en el envío de dinero y armas a la CNT y la Federación Anarquista Ibérica. Muchos anarquistas nacidos en Cuba fueron a España a unirse a la lucha, junto con muchos anarquistas nacidos en España exiliados de Cuba.
Con los derechos garantizados por la constitución cubana de 1940, los anarquistas pudieron organizarse de nuevo con un menor riesgo de muerte o deportación. La SIA y la Federación de Grupos Anarquistas de Cuba se autodisolvieron, formando sus miles de miembros la Asociación Libertaria de Cuba. La ALC mantuvo el Primer Congreso Nacional Libertario en 1944, eligiendo un secretario general, y un secretario organizativo. Fue seguido por un segundo congreso en 1948, en el que el anarquista alemán Augustin Souchy pronunció el discurso inaugural. También se eligió un órgano de propaganda oficial para la ALC, Solidaridad Gastronómica, que fue publicado de forma mensual hasta su clausura por el gobierno de Castro en diciembre de 1960. Se celebró un tercer congreso en 1950, centrándose fuertemente en mantener el movimiento obrero apolítico y libre de interferencia por parte de los políticos y los burócratas. A mediados de los años 50, Fulgencio Batista estaba de nuevo en el poder tras un golpe de Estado con éxito. Muchos anarquistas se unieron a los grupos guerrilleros que luchaban contra el gobierno de Batista, incluyendo al Movimiento 26 de Julio de Fidel Castro, que llevó a Batista a huir de Cuba el último día de 1958.

### Período postrevolucionario

#### 1960-1961
Durante los primeros días tras tomar el poder, Castro expulsó a conocidos anarcosindicalistas de la Confederación de Trabajadores de Cuba. Debido a esto, y por una sospecha general hacia los gobiernos, el consejo nacional de la ALC publicó un manifiesto denunciando al gobierno de Castro y sus acciones. El periódico Solidaridad Gastronómica también denunció su descontento con el gobierno, diciendo que era imposible que un gobierno fuera "revolucionario". En enero de 1960, la ALC decidió en asamblea, pedir apoyo a la Revolución Cubana, declarando al mismo tiempo su oposición a los totalitarismos y las dictaduras. A finales de año, el periódico del grupo (Solidaridad Gastronómica) sería cerrado por el gobierno. El número final conmemoraba la muerte del anarquista español Buenaventura Durruti, y contenía un editorial declarando que las "dictaduras del proletariado" eran imposibles, opinando que ninguna dictadura podía pertenecer al proletariado, tan solo dominarlo.
Durante el verano de ese mismo año, el anarquista alemán Augustin Souchy fue invitado por el gobierno de Castro para inspeccionar el sector agrario. No quedó impresionado con lo que se encontró, y declaró en su panfleto Testimonios sobre la Revolución Cubana que el sistema era demasiado similar al modelo soviético. Tres días después de la partida de Souchy de Cuba, la tirada completa fue incautada y destruida por el gobierno. Sin embargo, una editorial anarquista argentina republicó el panfleto al siguiente diciembre. Aproximadamente al mismo tiempo, la ALC, alarmada por el movimiento del gobierno de Castro hacia una forma de gobernar marxista-leninista, publicó una declaración, bajo el nombre Grupo de Sindicalistas Libertarios para prevenir reacciones contra los miembros de la ALC. El documento declaraba oposición al centralismo, a las tendencias autoritarias, y al militarismo del nuevo gobierno. Tras la denuncia del documento por parte del secretario general del Partido Comunista Cubano (PCC), los anarquistas fracasaron en su búsqueda de un impresor que publicara una reacción a la denuncia. La publicación El Libertario publicó su última edición ese verano.
Siguiendo estas acciones, muchos anarquistas eligieron pasar a la clandestinidad, recurriendo a la "acción directa clandestina" como su único medio de lucha. Según el anarquista cubano Casto Moscú, "un número infinito de manifiestos fueron escritos denunciando los falsos postulados de la revolución de Castro y llamando al pueblo a oponerse a ella... se pusieron en marcha planes para sabotear las cosas básicas que sustentaban al estado". Después de que Manuel Gaona Sousa, uno de los fundadores de la ALC y antiguo anarquista, hiciera público un manifiesto apoyando al gobierno, y declarando "traidores" a todos aquellos que se oponían al gobierno, Moscú y otro anarquista, Manuel González, fueron arrestados en La Habana. Cuando fueron liberados, ambos fueron inmediatamente a la embajada mexicana, donde fueron aceptados. Finalmente, ambos viajaron de México a Miami, Florida, donde se reunieron con muchos de sus compañeros cubanos.

#### Exilio
A partir de mediados de 1960, pero acelerándose ampliamente en el verano de 1961, un gran número de anarquistas cubanos emigraron a los Estados Unidos. Ese verano, en Nueva York, el Movimiento Libertario Cubano en el Exilio fue formado por algunos de esos exiliados, entrando en contacto con anarquistas españoles exiliados tras la guerra civil española, que también vivían en Nueva York. Entraron también en contacto con Sam Dolgoff y la Libertarian League, con sede en Nueva York. Rápidamente, fueron recibidas donaciones de todo el mundo para los anarquistas cubanos exiliados. Sin embargo, tras la publicación del manifiesto de Gaona, las donaciones se acabaron pronto, ya que muchos anarquistas en otros países fueron convencidos por los argumentos de este documento. Como respuesta al amplio efecto de este manifiesto, el MLCE publicó el Boletín de Información Libertaria con el apoyo de la Libertarian League y el periódico de la Federación Libertaria Argentina. Entre muchos otros, la FLA publicó un ensayo de Abelardo Iglesia titulado Revolución y Contrarrevolución que manifestaba las diferencias que los anarquistas cubanos veían entre las revoluciones marxista y anarquista: "Expropiar a las empresas capitalistas, entregándoselas a los trabajadores y técnicos, ESTO ES LA REVOLUCIÓN. Pero convertirlas en monopolios estatales en los cuales el único derecho del productor es obedecer, ESTO ES LA CONTRA-REVOLUCIÓN".
Mientras los cubanos exiliados en los Estados Unidos estaban intentando conseguir fondos para apoyar a los anarquistas encerrados en prisión en Cuba, el MLCE fue denunciado por anarquistas estadounidenses y de otros países como marionetas de la CIA, y "meros anticomunistas". El periódico anarcopacifista Liberation publicó artículos a favor de Castro, lo que conllevó protestas del MLCE y la Libertarian League delante de sus oficinas. Pero en 1965, el MLCE envió a Iglesias a Italia para presentar el caso contra Castro ante la Federazione Anarchica Italiana (FAI). La FAI quedó convencida, publicando condenas en periódicos anarquistas italianos tales como Umanità Nova, y recolectando firmas de condena de la Federación Libertaria Argentina, la Federación Libertaria Mexicana, la Anarchist Federation of London, la Sveriges Arbetares Centralorganisation, la Federación Anarquista Francófona, y el Movimiento Libertario Español.
A pesar de las denuncias de organizaciones y periódicos anarquistas de todo el mundo, la opinión empezó a cambiar en 1976, cuando Sam Dolgoff publicó su libro The Cuban Revolution: A Critical Perspective. Además, en 1979, el MLCE comenzó la publicación de una nueva revista titulada Guángara Libertaria, republicando el artículo de Alfredo Gómez The Cuban Anarchists, or the Bad Conscience of Anarchism. En 1980, el MLCE y Guángara Libertaria apoyaron la evacuación masiva de cubanos de Cuba después de que muchos disidentes cubanos ocuparan la embajada peruana en La Habana. Muchos de aquellos que habían abandonado Cuba en esta época se unieron al colectivo editorial de Guángara. Para 1985, el colectivo tenía corresponsales por todo el mundo, incluyendo México, Hawái, España, y Venezuela. La revista llegó a una tirada de 5.000 ejemplares en 1987, convirtiéndose en el periódico anarquista de mayor circulación en los Estados Unidos. Sin embargo, en 1992, el colectivo cesó la publicación de GL, aunque muchos de sus miembros continuaron publicando escritos.

#### 2012 a la actualidad
A partir de la ampliación de la red activista conocida como Observatorio Crítico, surgió en 2012 el Taller Libertario Alfredo López, un colectivo anarquista, antiautoritario y anticapitalista, con sede en La Habana. Tres años después, en 2015, este impulsó la fundación de la Federación Anarquista de Centroamérica y el Caribe, la cual fue constituida en Santiago de los Caballeros, República Dominicana con delegados de Dominicana, Cuba, Estados Unidos, Bonaire, El Salvador y Puerto Rico.
Luego de varios meses de preparación, debates precongresuales y de hacer el llamamiento al primer congreso para la conformación de la Federación Anarquista Centroamericana y del Caribe (FACC), nos hemos reunido varios compañeros de diferentes países y realidades del área de Centroamérica y del Caribe (y observadores internacionales) en la ciudad de Santiago de los Caballeros los días 21 y 22 de marzo del año en curso, para contrastar ideas, conocernos, establecer diferencias y afinidades. Expresamos nuestra satisfacción porque se ha fundado la FACC, un canal para la solidaridad y colaboración de los anarquistas en el área, trascendiendo las limitantes fronterizas que el capitalismo y los Estados nos imponen, una federación de tendencias que busca avivar las relaciones entre los diversos colectivos de la región y su diáspora.